# 多布拉鄉 (登博維察縣)
44°47′N 25°42′E / 44.783°N 25.700°E
多布拉鄉（羅馬尼亞語：Comuna Dobra, Dâmbovița），是羅馬尼亞的鄉份，位於該國南部，由登博維察縣負責管轄，處於布加勒斯特西北面50公里，每年平均降雨量1,001毫米，海拔高度170米，2007年人口3,766。